# サンカルロ
サンカルロは日本中央競馬会 (JRA) に登録されていた競走馬である。馬名はイタリアのサン・カルロ劇場が由来。おもな勝ち鞍はニュージーランドトロフィー（2009年）、阪神カップ（2011年、2012年）、阪急杯（2011年）。

## 経歴

### 2歳（2008年）
デビュー戦は10月19日のメイクデビュー東京。吉田豊を鞍上に人気のストロングリターンをアタマ差抑え初勝利をあげる。11月22日、東京スポーツ杯2歳ステークスに出走。4番人気でナカヤマフェスタの3着と好走する。12月20日にひいらぎ賞（500万下）に1番人気で出走するがメジロチャンプの3着となる。

### 3歳（2009年）
年明け初戦は1月5日のジュニアカップ。1番人気に支持されるがアドバンスヘイローの3着とまたも3着になってしまう。1月31日、クロッカスステークスに出走。不良馬場だったが1番人気にこたえ2着スガノメダリストに1馬身1/4差をつけ勝利。
3月22日、スプリングステークスに出走。強風の中、アンライバルドの4着となり、皐月賞の優先出走権を獲得できなかった。4月11日、ニュージーランドトロフィーに出走。すでに重賞を勝っていたジョーカプチーノも出走していたが、1番人気に支持された。レースは好位で進め、直線で抜け出しティアップゴールドに2馬身差をつけ重賞初勝利。NHKマイルカップの優先出走権を得た。
5月10日、NHKマイルカップに出走。8位入線したが4コーナーで急に外側に斜行しアイアンルックの進路を妨害し、さらに最後の直線コースで急に外側に斜行しダイワプリベールの進路を妨害したため18着に降着となった。また、鞍上の吉田も開催8日間の騎乗停止の重い処分を受けた。
夏場の休養を挟み、10月24日の富士ステークスでは中団待機策も直線で失速し11着と大敗した。続く11月22日のマイルチャンピオンシップではいいところなく12着に終わった。続く12月20日の阪神カップでは後方から追い込んでプレミアムボックスと共に2着同着となった。

### 4歳（2010年）
この年の初戦は2月28日の阪急杯。中団追走から追い上げて3着と好走した。次の高松宮記念では4番人気に支持されたが、1番人気キンシャサノキセキとビービーガルダンの激しい1着争いに加わろうと粘ったがわずかに及ばず、混戦のゴール前で4着に敗れた。続く京王杯スプリングカップでは2番人気に推されたが、終始後方のまま見せ場なく10着と大敗した。本番の安田記念でも前走同様の競馬で13着に敗れた。
秋緒戦は9月12日の京成杯オータムハンデキャップ。後方から追い上げてくるも5着だった。続くスプリンターズステークスでは後方追走から馬場の最内から追い出したところ、前を取り付いていたダッシャーゴーゴーに進路を塞がれ、体勢を立て直して鋭く伸びたものの4位に入線したが、ダッシャーゴーゴーの降着により3着に繰り上がった。続く富士ステークスでは好位でレースを進めるも直線で伸び切れず8着に敗れた。初のダート戦となった霜月ステークスでは2番人気に推されたが、見せ場なく11着と惨敗した。続く12月18日の阪神カップでは後方から追い上げるも6着だった。

### 5歳（2011年）
この年も前年同様に初戦は2月27日の阪急杯。レースでは1番人気のガルボを1馬身1/4差抑えて3歳時のニュージーランドトロフィー以来の勝利を挙げた。
本番の高松宮記念では最後の直線で馬群から豪快に抜け出して、キンシャサノキセキには及ばなかったものの2着に入る。続く京王杯スプリングカップでは1番人気に支持されたが9着と末脚不発に終わった。本番の安田記念では後方追走のまま13着に敗れた。
秋緒戦は9月11日のセントウルステークス、後方から追い上げてくるも4着だった。本番のスプリンターズステークスは出遅れが響いて7着に敗れた。続くスワンステークスは後方から追い込んでくるも4着に敗れた。阪神カップではゴール前でグランプリボスをハナ差かわして優勝、重賞3勝目をあげた。

### 6歳（2012年）
初戦は2月26日の阪急杯。中団よりやや後ろで脚を溜め、最後の直線で大外から追い込んでくるも3着に敗れた。本番の高松宮記念では中団から追い込んだがカレンチャンにクビ差及ばず2着に敗れた。京王杯スプリングカップでは1番人気に支持され、道中好位で追走するが直線で伸びを欠き10着。夏の休養を挟んでセントウルステークスは中団に構えながらも直線伸びず14着。スプリンターズステークスは6着、スワンステークスは8着に敗れた。11月18日のマイルチャンピオンシップの7着を挟んで出走した阪神カップではガルボを差し切り連覇を達成するとともに重賞4勝目をあげた。

### 7歳以降
その後も短距離路線で走ったものの勝つことはできず、2015年1月4日付けで競走馬登録を抹消、優駿スタリオンステーションで種牡馬となることが発表された。
2020年シーズンをもって種牡馬を引退し、ヴェルサイユリゾートファームにて乗用馬としてのリトレーニングを行っていたが、2020年10月17日深夜、疝痛を起こし容態悪化により死亡した。14歳没。墓はヴェルサイユリゾートファームにある。

## 競走成績
以下の内容は、netkeiba.comの情報に基づく。
| 年月日     | 競馬場 | 競走名             | 格     | 頭数 | オッズ （人気） | オッズ （人気） | 着順  | 騎手     | 斤量 | 距離（馬場）  | タイム （上り3F） | タイム 差 | 勝ち馬/（2着馬）       |
| ---------- | ------ | ------------------ | ------ | ---- | --------------- | --------------- | ----- | -------- | ---- | ------------- | ----------------- | --------- | ---------------------- |
| 2008.10.19 | 東京   | 2歳新馬            |        | 16   | 05.0            | 0（3人）        | 01着  | 吉田豊   | 54   | 芝1600m（良） | 1:35.4 (34.5)     | -0.0      | （ストロングリターン） |
| 0000.11.22 | 東京   | 東京スポーツ杯2歳S | JpnIII | 14   | 12.1            | 0（4人）        | 03着  | 吉田豊   | 55   | 芝1800m（良） | 1:47.9 (33.7)     | -0.2      | ナカヤマフェスタ       |
| 0000.12.20 | 中山   | ひいらぎ賞         | 500万  | 16   | 02.0            | 0（1人）        | 03着  | 吉田豊   | 55   | 芝1600m（良） | 1:35.7 (35.3)     | -0.4      | メジロチャンプ         |
| 2009.01.05 | 中山   | ジュニアC          | OP     | 8    | 01.8            | 0（1人）        | 03着  | 吉田豊   | 56   | 芝1600m（良） | 1:34.8 (35.5)     | -0.2      | アドバンスヘイロー     |
| 0000.01.31 | 東京   | クロッカスS        | OP     | 13   | 03.3            | 0（1人）        | 01着  | 吉田豊   | 56   | 芝1400m（不） | 1:25.0 (36.5)     | -0.2      | （スガノメダリスト）   |
| 0000.03.22 | 中山   | スプリングS        | JpnII  | 16   | 14.4            | 0（4人）        | 04着  | 吉田豊   | 56   | 芝1800m（良） | 1:51.0 (34.7)     | -0.2      | アンライバルド         |
| 0000.04.11 | 中山   | ニュージーランドT  | GII    | 16   | 02.6            | 0（1人）        | 01着  | 吉田豊   | 56   | 芝1600m（良） | 1:33.8 (34.9)     | -0.3      | （ティアップゴールド） |
| 0000.05.10 | 東京   | NHKマイルC         | GI     | 18   | 06.9            | 0（3人）        | *18着 | 吉田豊   | 57   | 芝1600m（良） | 1:33.4 (33.9)     | (1.0)     | ジョーカプチーノ       |
| 0000.10.24 | 東京   | 富士S              | GIII   | 18   | 13.4            | 0（8人）        | 11着  | 吉田豊   | 56   | 芝1600m（良） | 1:33.7 (34.4)     | -0.4      | アブソリュート         |
| 0000.11.22 | 京都   | マイルCS           | GI     | 18   | 43.9            | （15人）        | 12着  | 吉田豊   | 56   | 芝1600m（良） | 1:33.8 (33.6)     | -0.6      | カンパニー             |
| 0000.12.20 | 阪神   | 阪神C              | GII    | 18   | 19.9            | （11人）        | 02着  | 吉田豊   | 56   | 芝1400m（良） | 1:20.6 (34.7)     | -0.2      | キンシャサノキセキ     |
| 2010.02.28 | 阪神   | 阪急杯             | GIII   | 16   | 20.4            | 0（7人）        | 03着  | 吉田豊   | 58   | 芝1400m（良） | 1:21.6 (34.5)     | -0.2      | エーシンフォワード     |
| 0000.03.28 | 中京   | 高松宮記念         | GI     | 18   | 09.3            | 0（4人）        | 04着  | 吉田豊   | 57   | 芝1200m（良） | 1:08.7 (34.1)     | -0.1      | キンシャサノキセキ     |
| 0000.05.15 | 東京   | 京王杯SC           | GII    | 17   | 05.1            | 0（2人）        | 10着  | 吉田豊   | 57   | 芝1400m（良） | 1:20.7 (33.1)     | -0.9      | サンクスノート         |
| 0000.06.06 | 東京   | 安田記念           | GI     | 18   | 39.9            | （14人）        | 13着  | 吉田豊   | 56   | 芝1600m（良） | 1:32.8 (35.4)     | -1.1      | ショウワモダン         |
| 0000.09.12 | 中山   | 京成杯AH           | GIII   | 14   | 07.1            | 0（3人）        | 05着  | 吉田豊   | 57   | 芝1600m（良） | 1:33.0 (33.7)     | -0.2      | ファイアーフロート     |
| 0000.10.03 | 中山   | スプリンターズS    | GI     | 16   | 15.9            | 0（7人）        | 03着  | 吉田豊   | 57   | 芝1200m（良） | 1:07.7 (33.6)     | -0.3      | ウルトラファンタジー   |
| 0000.10.23 | 東京   | 富士S              | GIII   | 17   | 09.8            | 0（4人）        | 08着  | 吉田豊   | 57   | 芝1600m（良） | 1:33.2 (34.5)     | -0.4      | ダノンヨーヨー         |
| 0000.11.21 | 東京   | 霜月S              | OP     | 16   | 05.9            | 0（2人）        | 11着  | 吉田豊   | 57   | ダ1400m（良） | 1:25.2 (37.1)     | -2.1      | セイクリムズン         |
| 0000.12.18 | 阪神   | 阪神C              | GII    | 17   | 20.2            | 0（7人）        | 06着  | 吉田豊   | 57   | 芝1400m（良） | 1:20.7 (33.7)     | -0.4      | キンシャサノキセキ     |
| 2011.02.27 | 阪神   | 阪急杯             | GIII   | 16   | 08.4            | 0（4人）        | 01着  | 吉田豊   | 57   | 芝1400m（良） | 1:20.1 (34.7)     | -0.2      | （ガルボ）             |
| 0000.03.27 | 阪神   | 高松宮記念         | GI     | 16   | 10.5            | 0（4人）        | 02着  | 吉田豊   | 57   | 芝1200m（良） | 1:08.1 (33.3)     | -0.2      | キンシャサノキセキ     |
| 0000.05.14 | 東京   | 京王杯SC           | GII    | 17   | 03.8            | 0（1人）        | 09着  | 吉田豊   | 57   | 芝1400m（良） | 1:20.8 (33.2)     | -0.6      | ストロングリターン     |
| 0000.06.05 | 東京   | 安田記念           | GI     | 18   | 33.9            | （11人）        | 13着  | 横山典弘 | 56   | 芝1600m（良） | 1:33.1 (34.9)     | -1.1      | リアルインパクト       |
| 0000.09.11 | 阪神   | セントウルS        | GII    | 15   | 10.9            | 0（4人）        | 04着  | 吉田豊   | 57   | 芝1200m（良） | 1:08.7 (33.5)     | -0.2      | エーシンヴァーゴウ     |
| 0000.10.02 | 中山   | スプリンターズS    | GI     | 16   | 16.6            | 0（5人）        | 07着  | 吉田豊   | 57   | 芝1200m（良） | 1:08.0 (33.9)     | -0.6      | カレンチャン           |
| 0000.10.29 | 京都   | スワンS            | GII    | 18   | 08.9            | 0（5人）        | 04着  | 吉田豊   | 57   | 芝1400m（良） | 1:20.0 (33.3)     | -0.6      | リディル               |
| 0000.12.17 | 阪神   | 阪神C              | GII    | 18   | 09.8            | 0（4人）        | 01着  | 吉田豊   | 57   | 芝1400m（良） | 1:20.5 (34.4)     | -0.0      | （グランプリボス）     |
| 2012.02.26 | 阪神   | 阪急杯             | GIII   | 16   | 02.9            | 0（1人）        | 03着  | 吉田豊   | 57   | 芝1400m（良） | 1:22.3 (35.7)     | -0.3      | マジンプロスパー       |
| 0000.03.25 | 中京   | 高松宮記念         | GI     | 18   | 06.5            | 0（3人）        | 02着  | 吉田豊   | 57   | 芝1200m（良） | 1:10.3 (34.7)     | -0.0      | カレンチャン           |
| 0000.05.12 | 東京   | 京王杯SC           | GII    | 15   | 04.0            | 0（1人）        | 10着  | 吉田豊   | 57   | 芝1400m（良） | 1:20.8 (34.5)     | -0.7      | サダムパテック         |
| 0000.09.09 | 阪神   | セントウルS        | GII    | 16   | 19.4            | 0（7人）        | 14着  | 吉田豊   | 57   | 芝1200m（良） | 1:08.2 (33.9)     | -0.9      | エピセアローム         |
| 0000.09.30 | 中山   | スプリンターズS    | GI     | 16   | 36.2            | （11人）        | 06着  | 吉田豊   | 57   | 芝1200m（良） | 1:07.0 (33.3)     | -0.3      | ロードカナロア         |
| 0000.10.27 | 京都   | スワンS            | GII    | 16   | 09.1            | 0（4人）        | 08着  | 吉田豊   | 57   | 芝1400m（良） | 1:20.9 (33.4)     | -0.4      | グランプリボス         |
| 0000.12.24 | 阪神   | 阪神C              | GII    | 18   | 07.9            | 0（3人）        | 01着  | 吉田豊   | 57   | 芝1400m（良） | 1:21.0 (34.4)     | -0.2      | （ガルボ）             |
| 2013.02.24 | 阪神   | 阪急杯             | GIII   | 16   | 08.8            | 0（3人）        | 04着  | 吉田豊   | 57   | 芝1400m（良） | 1:21.2 (34.2)     | -0.2      | ロードカナロア         |
| 0000.03.24 | 中京   | 高松宮記念         | GI     | 17   | 10.4            | 0（3人）        | 09着  | 吉田豊   | 57   | 芝1200m（良） | 1:08.7 (33.2)     | -0.6      | ロードカナロア         |
| 0000.05.11 | 東京   | 京王杯SC           | GII    | 18   | 14.0            | 0（7人）        | 11着  | 吉田豊   | 57   | 芝1400m（稍） | 1:21.2 (34.5)     | -0.6      | ダイワマッジョーレ     |
| 0000.08.25 | 函館   | キーンランドC      | GIII   | 16   | 20.8            | 0（7人）        | 07着  | 吉田豊   | 59   | 芝1200m（稍） | 1:12.6 (37.1)     | -0.9      | フォーエバーマーク     |
| 0000.09.29 | 中山   | スプリンターズS    | GI     | 16   | 68.4            | 0（9人）        | 08着  | 吉田豊   | 57   | 芝1200m（良） | 1:07.7 (33.6)     | -0.5      | ロードカナロア         |
| 0000.10.26 | 京都   | スワンS            | GII    | 13   | 36.0            | （11人）        | 08着  | 吉田豊   | 57   | 芝1400m（稍） | 1:21.6 (34.0)     | -0.8      | コパノリチャード       |
| 0000.12.23 | 阪神   | 阪神C              | GII    | 18   | 12.5            | 0（6人）        | 04着  | 吉田豊   | 57   | 芝1400m（良） | 1:21.8 (34.4)     | -0.4      | リアルインパクト       |
| 2014.03.02 | 阪神   | 阪急杯             | GIII   | 16   | 15.3            | 0（8人）        | 02着  | 吉田豊   | 56   | 芝1400m（良） | 1:21.4 (35.4)     | -0.7      | コパノリチャード       |
| 0000.03.30 | 中京   | 高松宮記念         | GI     | 18   | 15.6            | 0（6人）        | 13着  | 吉田豊   | 57   | 芝1200m（不） | 1:13.6 (36.5)     | -1.4      | コパノリチャード       |
| 0000.04.27 | 京都   | マイラーズC        | GII    | 16   | 53.7            | （10人）        | 07着  | 吉田豊   | 56   | 芝1600m（良） | 1:32.4 (32.8)     | -1.0      | ワールドエース         |
| 0000.08.31 | 札幌   | キーンランドC      | GIII   | 16   | 34.2            | （10人）        | 09着  | 吉田豊   | 57   | 芝1200m（良） | 1:09.3 (34.3)     | -0.3      | ローブティサージュ     |
| 0000.10.05 | 新潟   | スプリンターズS    | GI     | 18   | 107.3           | （17人）        | 10着  | 吉田豊   | 57   | 芝1200m（良） | 1:09.1 (33.7)     | -0.3      | スノードラゴン         |
| 0000.12.27 | 阪神   | 阪神C              | GII    | 18   | 14.2            | 0（7人）        | 13着  | 吉田豊   | 57   | 芝1400m（良） | 1:21.4 (34.6)     | -0.7      | リアルインパクト       |

- （*）は8位入線降着。

## 血統表
| サンカルロの血統（ロベルト系 / Nashua 5×5=6.25%） | サンカルロの血統（ロベルト系 / Nashua 5×5=6.25%） | サンカルロの血統（ロベルト系 / Nashua 5×5=6.25%） | （血統表の出典）     | （血統表の出典） |
| 父 *シンボリクリスエス Symboli Kris S 1999 黒鹿毛 | 父の父Kris S. 1977 黒鹿毛                         | Roberto                                           | Hail to Reason       | Hail to Reason   |
| 父 *シンボリクリスエス Symboli Kris S 1999 黒鹿毛 | 父の父Kris S. 1977 黒鹿毛                         | Roberto                                           | Bramalea             |                  |
| 父 *シンボリクリスエス Symboli Kris S 1999 黒鹿毛 | 父の父Kris S. 1977 黒鹿毛                         | Sharp Queen                                       | Princequillo         | Princequillo     |
| 父 *シンボリクリスエス Symboli Kris S 1999 黒鹿毛 | 父の父Kris S. 1977 黒鹿毛                         | Sharp Queen                                       | Bridgework           |                  |
| 父 *シンボリクリスエス Symboli Kris S 1999 黒鹿毛 | 父の母Tee Kay 1991 黒鹿毛                         | Gold Meridian                                     | Seattle Slew         | Seattle Slew     |
| 父 *シンボリクリスエス Symboli Kris S 1999 黒鹿毛 | 父の母Tee Kay 1991 黒鹿毛                         | Gold Meridian                                     | Queen Louie          |                  |
| 父 *シンボリクリスエス Symboli Kris S 1999 黒鹿毛 | 父の母Tee Kay 1991 黒鹿毛                         | Tri Argo                                          | Tri Jet              | Tri Jet          |
| 父 *シンボリクリスエス Symboli Kris S 1999 黒鹿毛 | 父の母Tee Kay 1991 黒鹿毛                         | Tri Argo                                          | Hail Proudly         |                  |
| 母 ディーバ 1997 栗毛                             | 母の父Crafty Prospector 1979 栗毛                 | Mr. Prospector                                    | Raise a Native       | Raise a Native   |
| 母 ディーバ 1997 栗毛                             | 母の父Crafty Prospector 1979 栗毛                 | Mr. Prospector                                    | Gold Digger          |                  |
| 母 ディーバ 1997 栗毛                             | 母の父Crafty Prospector 1979 栗毛                 | Real Crafty Lady                                  | In Reality           | In Reality       |
| 母 ディーバ 1997 栗毛                             | 母の父Crafty Prospector 1979 栗毛                 | Real Crafty Lady                                  | Princess Roycraft    |                  |
| 母 ディーバ 1997 栗毛                             | 母の母*ミスセクレト Miss Secreto 1993 鹿毛        | *セクレト Secreto                                 | Northern Dancer      | Northern Dancer  |
| 母 ディーバ 1997 栗毛                             | 母の母*ミスセクレト Miss Secreto 1993 鹿毛        | *セクレト Secreto                                 | Betty's Secret       |                  |
| 母 ディーバ 1997 栗毛                             | 母の母*ミスセクレト Miss Secreto 1993 鹿毛        | My First Fling                                    | Olden Times          | Olden Times      |
| 母 ディーバ 1997 栗毛                             | 母の母*ミスセクレト Miss Secreto 1993 鹿毛        | My First Fling                                    | Hello Theo F-No.23-b |                  |